# Plasmopara halstedii

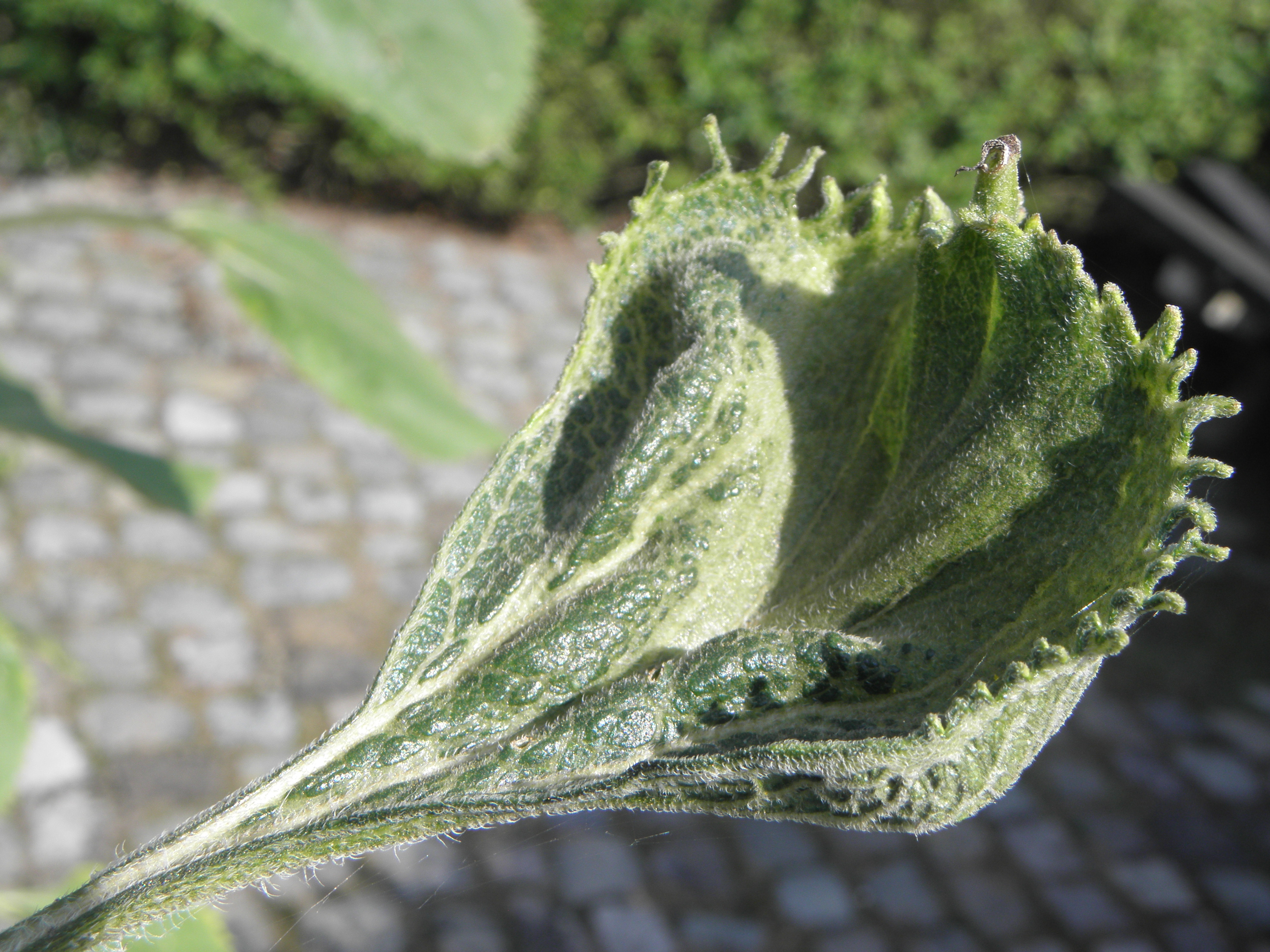
Liść słonecznika porażony przez Plasmopara halstedii

Plasmopara halstedii (Farl.) Berl. & De Toni – gatunek grzybopodobnych lęgniowców z rodziny wroślikowatych. Grzyb mikroskopijny, pasożyt roślin zaliczanych do rodzaju słonecznik (Helianthus), ale także wielu innych gatunków z rodziny astrowatych (Asteraceae). U słoneczników wywołuje chorobę zwaną mączniakiem rzekomym słonecznika. W Polsce ma status organizmu kwarantannowego.

## Systematyka i nazewnictwo
Pozycja w klasyfikacji według Index Fungorum: Plasmopara, Peronosporaceae, Peronosporales, Peronosporidae, Peronosporea, Incertae sedis, Oomycota, Chromista.
Po raz pierwszy zdiagnozował go w 1883 r. William Gilson Farlow nadając mu nazwę Peronospora halstedii. Obecną, uznaną przez Index Fungorum nazwę nadali mu Augusto Napoleone Berlese i Giovanni Battista de Toni w 1888 r.
Synonimy:
- Peronospora halstedii Farl. 1883
- Plasmopara helianthi Novot. 1962
- Plasmopara helianthi Novot. 1962 f. helianthi
- Plasmopara helianthi f. patens Novot. 1962
- Plasmopara helianthi f. perennis Novot. 1962
- Rhysotheca halstedii (Farl.) G.W. Wilson 1907

## Morfologia i rozwój
Endobiont, rozwijający się wewnątrz tkanek roślin.  Tworzy pomiędzy ich komórkami hialinowe, bezprzegrodowe strzępki o średnicy 6-20 µm, często nabrzmiałe i nieregularne. Ze strzępek tych wyrastają ssawki o średnicy 5–10 µm wrastające do komórek żywiciela i pobierające z nich potrzebne mu składniki. Ze strzępek patogenu na dolnej powierzchni liści (tylko wyjątkowo zdarza się to na górnej) wyrastają sporangiofory. Mają długość 300–450 (750) µm, średnicę 7–14 µm, kształt odwrotnie stożkowaty i są w szczytowej części drzewkowato, monopodialnie rozgałęzione. Odgałęzienia te tworzą 7–8 okółków, a w miejscu odgałęzień sporangiofory są zgrubiałe. Na każdym odgałęzieniu tworzy się jeszcze 2–5 wtórnych odgałęzień o długości 40–86 µm. Na każdej ze szczytowych gałązek znajdują się 3–5 wyrostków o długości 8–15 µm. Zoosporangia o kształcie od jajowatego do elipsoidalnego, długości 18–30 µm i szerokości 14–20 µm. Mają brodawkę. Powstaje w nich 20 dwuwiciowych, nerkowatych pływek. Maczugowate plemnie mają rozmiar około 12 × 30 µm i powstają na innych gałązkach strzępek, niż zoosporangia. Kuliste i hialinowe lęgnie mają średnicę 30–40 µm. Patogen ma zdolność tworzenia oospor we wszystkich częściach porażonej rośliny, szczególnie w korzeniach i liściach. Kuliste, żółtobrązowe oospory mają średnicę (15) –23 (–30) µm i ścianę o grubości 3 µm. Rozwijają się z nich zoosporangia.
Oospory mogą przetrwać w glebie do 10 lat.

## Występowanie
Plasmopara halstedii występuje we wszystkich rejonach, w których uprawiany jest słonecznik. Znany jest na wszystkich (poza Antarktydą) kontynentach świata. Występuje we wszystkich krajach Europy. Pasożytuje na różnych gatunkach słonecznika, zarówno dziko rosnących, jak i uprawianych, ale także na wielu innych gatunkach roślin z rodziny astrowatych. Do tej pory opisano jego występowanie na ponad 100 gatunkach zaliczanych do różnych rodzajów tej rodziny.